# Susanna Carson Rijnhart
Susanna Carson Rijnhart (1868-1908) est une médecin canadienne, missionnaire protestante et exploratrice du Tibet qui sera la deuxième femme occidentale connue pour s'être rendue au Tibet et avoir tenté d'atteindre Lhassa, après Annie Royle Taylor.